# Luftpost-Skandal von 1934
Der Luftpost-Skandal von 1934 war eine Korruptionsaffäre in den Vereinigten Staaten, die durch Unregelmäßigkeiten bei der Vergabe von Luftpostverträgen ausgelöst wurde. Er führte dazu, dass die Beförderung von Luftpost kurzzeitig vom United States Army Air Corps durchgeführt wurde und hatte erhebliche Auswirkungen auf die US-amerikanische Luftfahrtindustrie der 1930er-Jahre.

## Hintergrund
| Route           | Routenverlauf                | Betreiber                | Betriebsaufnahme |
| --------------- | ---------------------------- | ------------------------ | ---------------- |
| CAM 1           | New York – Boston            | Colonial Airways         | 18.6.1926        |
| CAM 2           | Chicago – St. Louis          | Robertson Aircraft Corp. | 15.4.1926        |
| CAM 3           | Chicago – Dallas             | National Air Transport   | 12.5.1926        |
| CAM 4           | Los Angeles – Salt Lake City | Western Air Express      | 17.4.1926        |
| CAM 5           | Elko – Pasco                 | Varney Air Lines         | 6.4.1926         |
| CAM 6           | Detroit – Cleveland          | Ford Air Transport       | 16.2.1926        |
| CAM 7           | Detroit – Chicago            | Ford Air Transport       | 15.2.1926        |
| CAM 8           | Los Angeles – Seattle        | Pacific Air Transport    | 15.9.1926        |
| CAM 9           | Chicago – Minneapolis        | Charles Dickenson        | 7.6.1926         |
| CAM 10          | Atlanta – Jacksonville       | Florida Airways          | 14.9.1926        |
| CAM 11          | Cleveland – Pittsburgh       | Clifford Ball            | 21.4.1927        |
| CAM 12          | Cheyenne – Pueblo            | Western Air Express      | 15.12.1926       |
| Columbia (Ost)  | Chicago – New York           | National Air Transport   | 1.9.1927         |
| Columbia (West) | Chicago – San Francisco      | Boeing Air Transport     | 1.7.1927         |

Der staatseigene United States Postal Service baute ab Mai 1918 schrittweise das landesweite Postflugnetz auf, das er anfangs mit eigenen Maschinen beflog. Im Jahr 1925 beschloss die US-Regierung, die staatlichen Postflüge von Privatunternehmen ausführen zu lassen, denen hierzu langfristige Kontrakte in Aussicht gestellt wurden. Der privatisierte Flugbetrieb sollte zunächst auf zwölf voneinander getrennten Einzelrouten (CAM 1 bis CAM 12) erprobt werden, bevor man die Transportaufträge für die wichtige transkontinentale Hauptstrecke vergeben wollte. Ab Oktober 1925 schrieb die Post die Beförderungsverträge für die zwölf Contract-Air-Mail-Routen (CAM) getrennt aus. Insgesamt gingen mehr als 5.000 Gebote von zumeist kleinen Unternehmen ein, von denen die günstigsten Anbieter den Zuschlag erhielten. Die Postflüge auf den CAM-Linien begannen im Verlauf des Jahres 1926 (siehe Tabelle).
Am 15. November 1926 wurden die Beförderungsverträge für die transkontinentale Ost-West-Verbindung (Columbia-Route) ausgeschrieben. Die Columbia-Route war, ausgehend von Chicago, in einen östlichen und einen westlichen Abschnitt unterteilt. Der Hersteller Boeing Company erhielt den Zuschlag für den westlichen Abschnitt und nahm mit seiner hierzu gegründeten Tochtergesellschaft Boeing Air Transport am 1. Juli 1927 den Betrieb zwischen Chicago und San Francisco auf. Die Postflüge auf dieser Strecke erwiesen sich als sehr lukrativ, wodurch Boeing Air Transport schnell expandieren und kleinere Postfluggesellschaften aufkaufen konnte. Durch die Übernahme von Pacific Air Transport und Varney Air Lines führte das Unternehmen ab 1927 auch den Postflugverkehr auf den Strecken CAM 5 und CAM 8 durch. Im Anschluss erwarb Boeing Air Transport die Gesellschaft National Air Transport, die in der Ausschreibung den östlichen Abschnitt der Columbia-Route von Chicago nach New York gewonnen hatte und zudem auf der CAM-Linie 3 zwischen Chicago und Dallas flog. Um nicht ins Hintertreffen zu geraten, beteiligten sich andere Hersteller wie Fokker Aircraft Corporation of America und General Aviation Manufacturing Corporation an einigen der übrigen Postfluggesellschaften und führten diese als Tochterunternehmen weiter. Die Hersteller stellten so auch den Absatz ihrer Produkte sicher, weil die Tochtergesellschaften ihre Flugzeuge in der Regel beim jeweiligen Mutterunternehmen bestellten. Durch die Privatisierung weiterer Postflugstrecken erhöhte sich die Anzahl der in diesem Bereich tätigen Unternehmen bis zum Ende der 1920er-Jahre erheblich.

## Air Mail Act von 1930
Anfang 1930 kritisierten Präsident Hoover und Walter Folger Brown, der damalige United States Postmaster General, dass das privatisierte Luftpostnetz zu ineffektiv und kostspielig sei. Die Gründe lagen hauptsächlich darin, dass viele Unternehmen ihre beförderten Mengen falsch abrechneten („junk mail“), sowie in einer zu großen Zahl an Postfluggesellschaften, die nur kurze Linienabschnitte bedienten und überalterte Flugzeuge besaßen. Die Postsendungen mussten zur Weiterbeförderung mehrfach umgeladen und dabei einer anderen Gesellschaft übergeben werden, was die Zustellgeschwindigkeit verlangsamte. Präsident Hoover und Walter Brown hielten es daher für besser, die Anzahl der im Postverkehr tätigen Unternehmen zu reduzieren und nur die leistungsfähigsten Fluggesellschaften mit den Transporten zu betrauen. Dieses Vorgehen widersprach jedoch dem Grundgedanken eines freien Wettbewerbs.
Am 29. April 1930 erhielt Walter Brown durch den sogenannten „Airmail Act of 1930“ (auch als „McNary-Watres-Act“ bezeichnet) vom Kongress der Vereinigten Staaten weitreichende Befugnisse, um die Kosten zu senken und die Beförderungsleistungen auf dem Postflugnetz zu steigern. Walter Brown ließ zunächst die bestehenden Verträge auslaufen und legte zur Neuvergabe folgende Änderungen fest:
- Um Falschabrechnungen auszuschließen, wurden die Fluggesellschaften nicht mehr für die beförderte Postmenge bezahlt, sondern gaben stattdessen feste Gebote für den Frachtraum ab, den sie dem United States Postal Service in ihren Flugzeugen bereitstellten. Die Vergütung wurde unabhängig davon gezahlt, ob eine Maschine vollbeladen oder leer flog. Der Festpreis erleichterte den Gesellschaften die Kalkulation und stellte einen Anreiz dar, in Flugzeuge mit größeren Frachtkapazitäten zu investieren, um mehr Einnahmen zu erzielen. Die Transportkosten auf dem Gesamtnetz konnten durch diese Regelung von 1,25 US-Dollar auf 54 Cent pro Meile reduziert und somit mehr als halbiert werden.[5][4]

- Die Beförderungsverträge der Fluggesellschaften, die seit mindestens zwei Jahren im Postverkehr tätig waren und ausreichend lange Strecken betrieben, wurden um weitere zehn Jahre verlängert. Unternehmen, die diese Voraussetzungen nicht erfüllten, mussten für Vertragsverlängerungen an erneuten Ausschreibungen teilnehmen.[5]

- Walter Brown durfte das bestehende Liniennetz einer Fluggesellschaft jederzeit im Interesse der Öffentlichkeit einkürzen oder erweitern. Insbesondere diese Neuerung wurde kritisch gesehen, weil Brown dadurch die weitere Entwicklung eines Unternehmens gezielt beeinflussen konnte. Er hatte zudem die Befugnis, jederzeit neue Postflugstrecken einzurichten.[5]

Der United States Postal Service schrieb kurz danach Beförderungsverträge für zwei weitere transkontinentale Postrouten aus. Unter Umgehung des offiziellen Ausschreibungverfahrens lud Brown die Vertreter der größten Fluggesellschaften, die sich allesamt in Besitz der führenden Flugzeughersteller beziehungsweise deren Konsortien befanden, im Mai 1930 zu einer Versammlung nach Washington ein. Das Treffen wurde später als „Spoils Conference“ bezeichnet.
Man kam überein, dass das Boeing-Unternehmen United Aircraft and Transport Company (ehemals Boeing Air Transport) den Verkehr auf der neuen von Seattle ausgehenden transkontinentalen Nordstrecke übernehmen sollte und dafür die zentrale Columbia-Route abträte. Die Zentralroute zwischen Chicago und San Francisco stellte Brown den zwei Fluggesellschaften Transcontinental Air Transport und Western Air Express in Aussicht, an denen der Hersteller General Aviation Manufacturing Corporation mehrheitlich beteiligt war. Voraussetzung der Vergabe sollte sein, dass beide Gesellschaften hierzu fusionierten. Aus der Fusion ging Transcontinental and Western Air (T&WA) hervor. American Airways, eine Tochtergesellschaft des Konzerns Aircraft Corporation (AVCO), erhielt den Zuschlag für die neue transkontinentale Südstrecke, die über Dallas nach Los Angeles führte. Bis 1933 gewannen dieselben drei Konsortien sowie die Holdinggesellschaft North American Aviation insgesamt 20 von 22 weiteren Streckenausschreibungen, wodurch ihr Marktanteil im Postflugverkehr schließlich auf 91 % wuchs.

## Annullierung der Verträge
Infolge des Air Mail Act von 1930 musste sich das Unternehmen Ludington Airlines, das Post zwischen Washington und New York beförderte, einer neuen Ausschreibung stellen und verlor dabei diese Route an die deutlich größere Eastern Air Transport, die zum Konzern North American Aviation gehörte. Im Herbst 1933 deckte der Reporter Fulton Lewis auf, dass Ludington Airlines ihre Frachtkapazitäten zu erheblich günstigeren Konditionen als der Mitbewerber angeboten hatte und im offiziellen Ausschreibungsverfahren übergangen worden war. Weil keine Zeitung seine Geschichte publizieren wollte, informierte Lewis den aus Alabama stammenden Senator Hugo Black über den Vorfall. Hugo Black, der eigentlich für Seefrachtverträge zuständig war, leitete umfangreiche Untersuchungen ein und stellte eine Vielzahl von Unstimmigkeiten bei den Vergaben der Luftpostaufträge fest, die den offiziellen Wettbewerbsbedingungen widersprachen. Für die erhobenen Vorwürfe, dass Walter Brown von den bevorteilten Fluggesellschaften bestochen worden war, ließen sich keine Beweise finden. Allerdings besaß er Aktien dieser Unternehmen.
Nachdem die Affäre durch öffentliche Anhörungen bekannt geworden war, annullierte der neu ins Amt gewählte Präsident Franklin D. Roosevelt am 9. Februar sämtliche Postflugverträge mit Wirkung zum 19. Februar 1934. Parallel dazu beauftragte Präsident Roosevelt die US-Luftstreitkräfte mit der Durchführung der landesweiten Postflüge, die hiermit sowohl personell als auch materiell überlastet waren. Das United States Army Air Corps verfügte weder über eine ausreichende Zahl an Maschinen noch über Flugzeugtypen mit den erforderlichen Ladekapazitäten, um die Transportleistung erfüllen zu können. Die militärischen Besatzungen waren nur unzureichend für die Aufgabe trainiert worden, so dass zahlreiche Piloten bei widrigen Wetterverhältnissen auf den Postrouten ums Leben kamen. Zudem erhöhten sich die Kosten für die Postbeförderung durch den Einsatz des Militärs um das Vierfache.

## Air Mail Act von 1934
Aufgrund der Unfallserie und des Kostenanstiegs wuchs der öffentliche Druck auf die Regierung. Bereits im April 1934 kündigte James Farley, der das Amt des US-Post Master Generals von Walter Brown übernommen hatte, eine Reprivatisierung des Postflugbetriebs für den Sommer an. Die neuen Verträge sollten zunächst auf ein Jahr befristet und nach den Prinzipien des freien Wettbewerbs vergeben werden. Zu dieser Zeit wies der US-Luftverkehr fast monopolartige Strukturen auf. So hatte beispielsweise General Aviation Manufacturing Corporation im April 1933 das Firmenkonsortium North American Aviation übernommen, wodurch Fluglinien wie Eastern Air Transport, Western Air Express und Transcontinental and Western Air (T&WA) zwar nach außen weiterhin unter eigenem Namen auftraten, nun aber zum selben Konzern gehörten. Zudem besaß die Unternehmensgruppe auch Mehrheitsbeteiligungen an Flugzeugwerken, unter anderem an der Douglas Aircraft Company. Unter diesen wirtschaftlichen Voraussetzungen waren kleine, unabhängige Fluggesellschaften kaum in der Lage, sich am Markt zu behaupten oder größere Liniennetze aufzubauen.
Im Mai 1934 wurde bekannt gegeben, dass alle zuvor im Postflugverkehr tätigen Lufttransportunternehmen von der Vergabe ausgeschlossen würden. Dies betraf nahezu alle großen Fluggesellschaften des Landes. Die Luftfahrtkonsortien versuchten die Regelung zu unterlaufen, indem sie ihre betroffenen Gesellschaften umfirmierten. So bekam beispielsweise Eastern Air Transport den Namen Eastern Air Lines und American Airways ihren heutigen Namen American Airlines, ohne dass sich die Besitzverhältnisse änderten. Durch die Umfirmierungen wurde es den Unternehmen rechtlich möglich, sich an den bevorstehenden Ausschreibungen zu beteiligen, obwohl man dies von Seiten der Regierung verhindern wollte.
Im Air Mail Act vom 12. Juni 1934 beschloss der Kongress der Vereinigten Staaten die erneute Privatisierung des Postflugverkehrs. Hierbei wurden unter anderem zahlreiche neue Routen ausgewiesen, Frachtkapazitäten für einzelne Strecken festgelegt und ein neues Abrechnungsmodell eingeführt. Um einen fairen Wettbewerb sicherzustellen, wurde im Air Mail Act von 1934 erlassen, dass Fluggesellschaften zum Jahresbeginn 1935 vom Postflugverkehr auszuschließen seien, wenn deren Mutterkonzerne Beteiligungen an mehreren Lufttransportunternehmen oder an Flugzeugfabriken besaßen.

## Konsequenzen
Der Air Mail Act von 1934 hatte erhebliche Auswirkungen auf die Unternehmensstrukturen der Luftfahrtindustrie. Weil die großen Fluggesellschaften auf die Einnahmen aus dem Postflugverkehr angewiesen waren und ohne diese langfristig kaum überleben konnten, wurden die Herstellerfirmen und Holdinggesellschaften bis zum Jahresende 1934 quasi zur Aufsplittung ihrer Konzerne gezwungen. William Boeing, der sich um sein Lebenswerk betrogen sah, legte Protest gegen die Entscheidung ein, wurde aber abgewiesen.
Die meisten Konsortien veräußerten im Verlauf des Jahres 1934 ihre Beteiligungen an den Fluggesellschaften. Infolgedessen wurden beispielsweise American Airlines, Eastern Air Lines, General Air Lines, Transcontinental and Western Air (T&WA) sowie United Air Lines von Privatinvestoren übernommen und konnten im Anschluss weiterhin an der Postbeförderung teilnehmen. Die neuen Eigentumsverhältnisse hatten zur Folge, dass Luftfahrtunternehmen, die zuvor zur selben Stammgesellschaft gehörten, nun zu Konkurrenten wurden. Gleichzeitig ermöglichten die geänderten Wettbewerbsbedingungen, dass kleinere Gesellschaften wie Delta Air Service oder National Airlines System expandieren konnten.
Durch den Verkauf ihrer Anteile verloren die US-Hersteller an Einfluss auf die Fluggesellschaften und somit auch auf ihre bis dahin sicheren Absatzmärkte. Die aus den Konzernen herausgelösten Fluggesellschaften wurden frei in ihren Kaufentscheidungen, wodurch sich der Wettbewerb zwischen den Flugzeugherstellern verschärfte. So stellte beispielsweise United Air Lines, ursprünglich ein Boeing-Tochterunternehmen, in den Folgejahren eine große Zahl an Douglas DC-3 in Dienst, während die ehemalige General-Motors-Tochtergesellschaft Western Air Express ihre Douglas DC-2 abtrat und sich stattdessen für die Boeing 247 entschied.